# Henri Philippe de Chauvelin
Henri Philippe de Chauvelin (Parigi, 18 aprile 1714 – Parigi, 14 gennaio 1770) è stato un abate francese, canonico di Notre-Dame e consigliere al Parlamento di Parigi.

## Biografia
Figlio di Bernard Chauvelin e di Catherine Martin d'Auzielle, ebbe i seguenti fratelli:
- Jacques-Bernard (1701-1767), signore di Beauséjour, avvocato allo Châtelet (1722), consigliere al Parlamento (1725), ispettore generale dell'editoria, maître des requêtes (1728), Intendente di Amiens (Piccardia) (1731-1751), Consigliere di stato (1751) ed Intendente delle Finanze (1753);
- Louis Germain, canonico di Notre-Dame (1730-1738), abate di Saint-Jouin-les-Marnes (1730), gran vicario di Amiens e decano della Chiesa di Le Mans (1732);
- Bernard-Louis (1716-1773), marchese di Chauvelin, diplomatico a Genova e in Sardegna, militare e scrittore;
- Marie-Reine Chauvelin (†1739), andò in sposa a Guy II Chartraire[1].

Vicino ai giansenisti, attaccò vigorosamente i gesuiti e difese il giansenismo, cosa che lo portò all'incarcerazione a Mont Saint-Michel nel 1763. Appena liberato, riprese la sua lotta e nel 1761 pubblicò due scritti che fecero scalpore: Discours sur les constitutions des Jésuites (Discorso sulle costituzioni dei gesuiti) e Compte rendu sur la doctrine des Jésuites (Relazione sulla dottrina dei gesuiti), che contribuirono a far bandire la Compagnia di Gesù in Francia dal Parlamento di Parigi.
L'abate Chauvelin morì a causa di un'idropisia toracica il 14 gennaio 1770 all'età di 55 anni nella sua residenza in rue de Condé a Parigi. L'editore giansenista Siméon-Prosper Hardy scrisse di lui nel suo Journal: "Era zoppo, [...] poco attraente, alto non più di un metro e mezzo; ma non mancava di conoscenza e di ingegno".